# Сухая Бахта
Суха́я Бахта́ — река в Туруханском районе Красноярского края России, левый приток Бахты (бассейн Енисея). Длина реки — 196 км. Площадь водосборного бассейна — 3970 км².
Река берёт начало на Тунгусском плато, к югу от среднего течения Тынепа, на высоте более 300 м над уровнем моря. От истока преимущественно течёт на юг по холмистой кедрово-елово-берёзовой тайге. Приняв слева реку Сборную, поворачивает на запад. На реке имеются пороги. Перед устьем поворачивает на юго-запад. Впадает в Бахту по левому берегу на отметке 21 м над уровнем моря, ниже впадения Тынепа, в 16 км от устья Бахты. Ширина перед устьем составляет 76 м при глубине 1 м, скорость течения в низовьях — 0,7 м/с. 

## Основные притоки
Указаны поименованные притоки длиной 30 км и более
| Название  | Расстояние от устья | Длина | Положение |
| --------- | ------------------- | ----- | --------- |
| Самсонова | 8                   | 68    | левый     |
| Бирамы    | 22                  | 69    | правый    |
| Танчанда  | 77                  | 52    | правый    |
| Хитекит   | 82                  | 57    | правый    |
| Сборная   | 142                 | 31    | левый     |

## Данные водного реестра
По данным государственного водного реестра России и геоинформационной системы водохозяйственного районирования территории РФ, подготовленной Федеральным агентством водных ресурсов:
- Бассейновый округ — Енисейский
- Речной бассейн — Енисей
- Речной подбассейн — Енисей между впадением Подкаменной Тунгуски и Нижней Тунгуски
- Водохозяйственный участок — Енисей от впадения реки Подкаменная Тунгуска до впадения реки Нижняя Тунгуска
- Код водного объекта — 17010600112116100056432